# 宮城県仙台第二高等学校
宮城県仙台第二高等学校（みやぎけん せんだいだいにこうとうがっこう）は、宮城県仙台市青葉区川内澱橋通にある県立高等学校。現在は男女共学であるが、2006年度（平成18年度）までは男子校であった。通称は「二高」（にこう）もしくは「仙台二高」（せんだいにこう）。

## 概要
1900年（明治33年）に創設され、2000年（平成12年）に創立100周年を迎えた。文武一道を校訓とし、自由と規律の双方を重んじる校風を持つ。創立時から男女別学の男子校であったが、2007年度（平成19年度）から共学化された。学生運動によって制服の着用義務が廃止され、私服での通学が可能となっている。
1977年度（昭和52年度）仙台学区の南北分割により、同校は仙台北学区に入った。現校地の周辺は、江戸時代には仙台城に近いため上級家臣の邸宅地が並び、明治維新後は第2師団を初めとした旧陸軍関連施設が並んでいたが、戦後占領期には進駐軍のキャンプ・センダイとなり、その後、東北大学川内キャンパスや宮城県美術館などが並ぶ文教地区となっている。
1985年（昭和60年）に第5回全国高等学校クイズ選手権で優勝し、冬の大会最後の優勝校となった。

## 教育目標
至誠業に励み
雄大剛健の風を養い
ともに敬愛切磋を怠らず

## 沿革

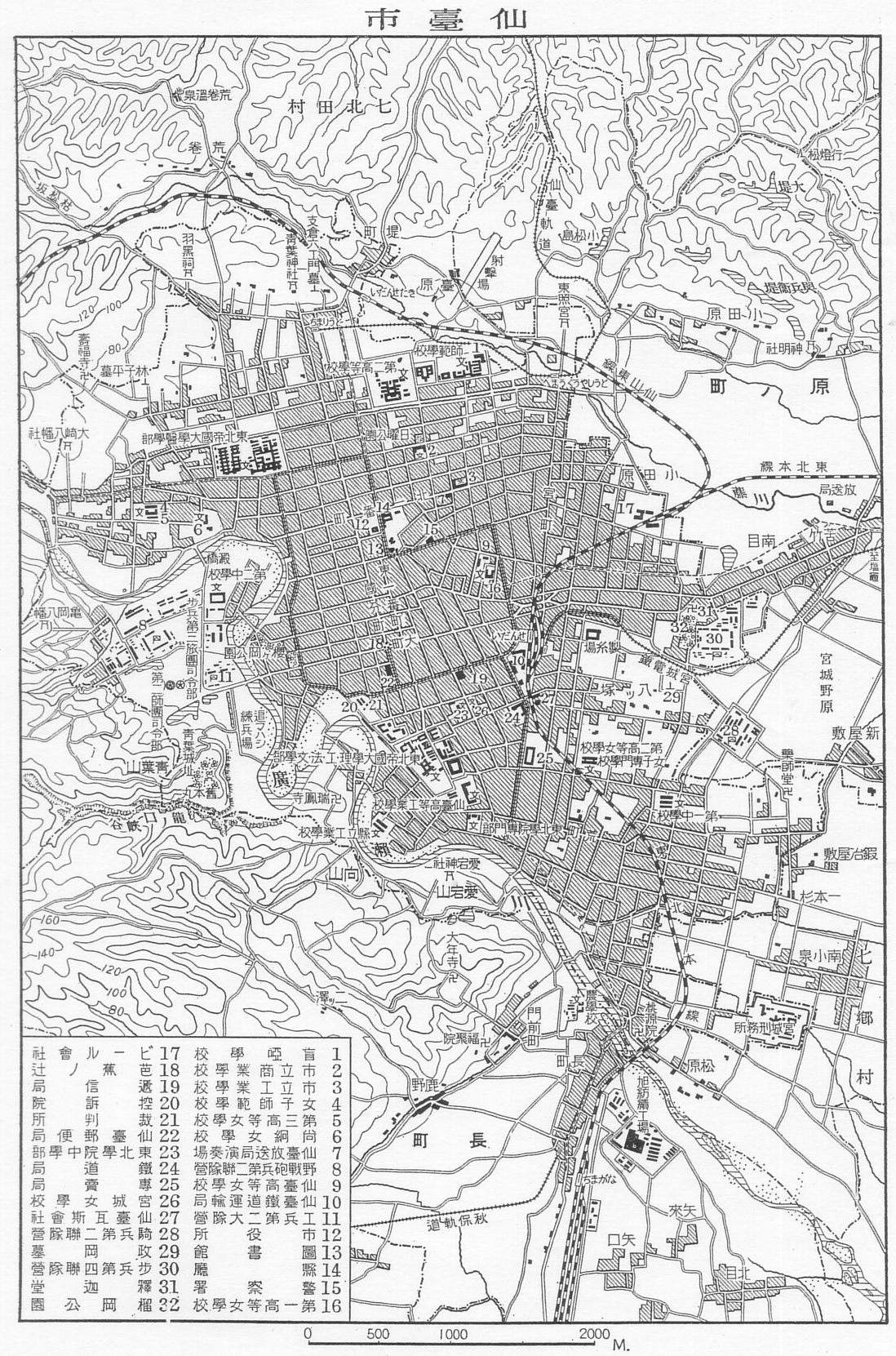
1927年（昭和2年）頃の仙臺市および近郊地図。現校地の方に「第二中學校」とあり、移転前の東北帝國大學醫學部北隣の北六番丁校舎の方は空白になっている。

日清戦争後の国民皆学の下、増加する中学入学志願者に応えるため、1900年（明治33年）に宮城県第二中学校として創設された。初年度は、この年募集した1年生210名と、宮城県中学校（現：宮城県仙台第一高等学校）分校（1896年 - 1904年）より編入した5年生125名からなる、変則的な構成であった。1902年（明治35年）、北六番丁校舎を新築し移転。新校舎の所在地は現在の東北大学歯学部および加齢医学研究所があるブロックに当たる。校舎は当時の仙台市街地の北の端にあたり、仙台上町段丘上にあって周囲よりも高い場所にあった。星陵地区の北側に校舎が位置したことから、「北陵」あるいは「北陵二中」との通称が生まれた。この通称は、校舎が移転した現在も受け継がれている。1904年（明治37年）に宮城県立仙台第二中学校と改称し、以後「仙台第二」の名称を受け継いでいる。
1928年（昭和3年）に現校地に移転。これは、帝国陸軍騎兵第2連隊が宮城野（現：仙台市立東華中学校所在地など）に移転したため、その跡地を利用したものである。現在、校舎がある北側の校地も体育館がある南側の校地も同隊の跡地であるが、北側の校地では移転年の春に開催された東北産業博覧会の第1会場として新築校舎が利用されている。現在の南側の校地は、戦後の占領下に進駐軍キャンプとして利用され、米兵とその家族用の50mプールや幼児プール（15m×15m）が設置された。進駐軍撤収後は同校のプールとなり、西公園プールが完成するまでは宮城県下唯一の50mプールとして県下の水泳大会の会場として利用された。また、幼児プールは地域の子供に開放された。

### 共学化への経緯
創立以来の男子校であったが、仙台二高卒業生の浅野史郎が宮城県知事に就任して以降、県内の男女別学校を次々男女共学化していったため、2007年（平成19年）に仙台二高も共学化された。
当初の計画では2006年度（平成18年度）より男女共学化される予定であったが、宮城県内の別学高校のPTAや同窓会による共学化見直しの請願を受けた県議会での決議等により、宮城県教育委員会は2005年（平成17年）2月25日の臨時教育委員会議で仙台二高の2006年度共学化の1年延期を決定した。教育委員会によると、この措置は例外であり、2010年度（平成22年度）まで県内公立高校をすべて共学化する県立高校将来構想には何ら変更がない、との説明がなされた。2006年（平成18年）1月10日、宮城県教育委員会は県内の高校の共学化について最終決定を下し、仙台二高の2007年度（平成19年度）からの共学化が決定した。この際、校名を変更することも検討されたが、PTA、OB、現役生の感情を尊重するため、結局は変更されなかった。
2006年（平成18年）6月に開催された学校説明会には、翌年度から共学が実施されることもあり、受験する中学生とその親、報道関係者も含めて例年の2倍という史上最高の1,400人が集まり、関心の高さが窺えた。その内、女子中学生の参加は4割を数えた。
2007年度（平成19年度）は女子生徒70名（入学者全体（322人）の21.7%にあたる）が仙台二高に入学。その後2009年度（平成21年度）に完全共学化となった。現在では女子生徒の比率は、概ね4割前後で推移している。

### 年表
特別に記載がない限りは、宮城県仙台第二高等学校公式HPによるによる。
- 1900年（明治33年）4月 宮城県第二中学校として創設。南町の仮校舎（北緯38度15分30.4秒 東経140度52分16.6秒 / 北緯38.258444度 東経140.871278度）、および、宮城県第一中学校清水小路分校の校舎[注 3]（北緯38度15分16.3秒 東経140度52分55.2秒 / 北緯38.254528度 東経140.882000度）を使用[5]。
- 1901年（明治34年） 県立宮城県第二中学校に改称。
- 1902年（明治35年）
  - 4月 宮城県登米郡佐沼町（現：登米市）に登米分校設立。
  - 10月 北六番丁校舎竣工移転（北緯38度16分26.6秒 東経140度51分36.7秒、現：東北大学歯学部および加齢医学研究所所在地）[5]。
- 1904年（明治39年）
  - 4月 登米分校が宮城県立第六中学校（現：宮城県佐沼高等学校）として独立。
  - 6月 宮城県立仙台第二中学校に改称[5]。
- 1913年（大正2年）4月 生徒定員650名となる[5]。
- 1918年（大正7年）10月 蔵王山に集団登山をしていた教員・生徒155名が悪天候に巻き込まれて、うち9名が凍死する（蔵王遭難事故）[6]。
- 1919年（大正8年）11月 宮城県仙台第二中学校に改称[5]。
- 1928年（昭和3年）
  - 4月15日～6月3日 新校舎が東北産業博覧会の第1会場となり、第2会場の西公園との間に広瀬川を横断するケーブルカーが設置された。
  - 11月 現校地の新校舎に移転（北緯38度15分50.3秒 東経140度51分25.6秒 / 北緯38.263972度 東経140.857111度）[5]。移転後も「北陵」の通称は受け継がれる。
- 1948年（昭和23年）4月 学制改革により宮城県仙台第二高等学校に改称、生徒定員900名となる[5]。
- 1955年（昭和30年）4月 生徒定員1,050名となる[5]。
- 1963年（昭和38年）4月 生徒定員1,200名となる[5]。
- 1973年（昭和48年）4月 生徒定員1,080名となる[5]。
- 1977年（昭和52年） 仙台地区に2学区制導入。二高は北学区・仙台一高は南学区となり、二校が別々の学区となる。
- 1984年（昭和59年）10月 新校舎（現校舎）落成記念式[5]。
- 1988年（昭和63年）4月 第1学年1学級増（9学級）[5]。
- 1992年（平成4年）4月 第1学年1学級減（8学級）[5]。生徒定員960名となる。
- 2001年（平成13年）10月 北陵館竣工[5]。
- 2003年（平成15年）10月 新体育館竣工[5]。
- 2007年（平成19年）4月 男女共学化[5]。生徒定員960名。
- 2010年（平成22年）10月  創立110周年。記念式典開催。
- 2013年（平成25年）7月  全教室にエアコンの設置。アメリカ研修の開始。
- 2017年（平成29年）5月  全教室にLED照明の設置。二高一高硬式野球定期戦が史上初の雨天中止。
- 2019年（平成31年、令和元年）9月  全教室にプロジェクタの設置。
- 2020年（令和2年）11月  創立120周年。新型コロナウイルス感染防止のため記念式典代替行事を開催。

## 進路状況
2024年度（令和6年度）の主な大学合格者数（浪人含む）は、国立大学が東京大学17名、京都大学4名、東北大学93名、山形大学30名。私立大学が早稲田大学37名、慶應義塾大学19名、上智大学5名、東京理科大学66名、明治大学56名、中央大学37名、法政大学25名、東北医科薬科大学36名など。

## 歴代校長
現校地のロータリーには、校舎移転時の校長（第5代）である河合絹吉の胸像がある。
| 初代   | 下条幸次郎   | 1900年4月 - 1902年10月 |
| 第02代 | 笹倉新治     | 1902年10月 - 1913年8月 |
| 第03代 | 渡辺文敏     | 1913年9月 - 1918年12月 |
| 第04代 | 黒河内与四郎 | 1919年3月 - 1920年3月  |
| 第05代 | 河合絹吉     | 1920年3月 - 1937年4月  |
| 第06代 | 土井賢志     | 1937年4月 - 1942年11月 |
| 第07代 | 館山一       | 1943年2月 - 1945年7月  |
| 第08代 | 田淵正範     | 1945年9月 - 1949年10月 |
| 第09代 | 山下忠       | 1949年12月 - 1956年9月 |
| 第10代 | 勝又朝頼     | 1956年10月 - 1961年3月 |
| 第11代 | 小圷洋       | 1961年4月 - 1968年3月  |
| 第12代 | 小針寿一     | 1968年4月 - 1974年1月  |
| 第13代 | 伊藤英造     | 1974年4月 - 1980年3月  |
| 第14代 | 高橋清久     | 1980年4月 - 1982年3月  |
| 第15代 | 仁科博之     | 1982年4月 - 1989年3月  |
| 第16代 | 牛田敏       | 1989年4月 - 1994年3月  |
| 第17代 | 木口倉之助   | 1994年4月 - 1998年3月  |
| 第18代 | 渡邊義之     | 1998年4月 - 2001年3月  |
| 第19代 | 佐藤三之     | 2001年4月 - 2003年3月  |
| 第20代 | 佐藤隆信     | 2003年4月 - 2005年3月  |
| 第21代 | 柏葉浩明     | 2005年4月 - 2008年3月  |
| 第22代 | 庄司恒一     | 2008年4月 - 2012年3月  |
| 第23代 | 渡邊幸雄     | 2012年4月 - 2016年3月  |
| 第24代 | 長島勝彦     | 2016年4月 - 2018年3月  |
| 第25代 | 久保義洋     | 2018年4月 - 2020年3月  |
| 第26代 | 後藤順一     | 2020年4月 - 2022年3月  |
| 第27代 | 高橋賢       | 2022年4月 - 2025年3月  |
| 第28代 | 早坂重行     | 2025年4月 - 現在       |

## 部活動
文武一道が校訓となっているため、全員何らかの部活動に所属することが求められる。現在は兼部も可能である。応援団幹部であるか放送委員会に所属している場合は、特例で部活動加入扱いとなる。愛好会、研究会は部活動に加入しているとはみなされず、他に部活動に入る必要がある。

### 運動部
- 硬式野球部

全員学ラン着用。後輩から先輩への挨拶として「おっ」が伝統的に使われていたが、近頃はほとんど使われなくなった。また、先輩や教師など目上の人と話す場合には一人称として「私」が使われる。現在選手が着用しているユニフォームは早稲田大学野球部のものをモチーフとしたデザインとなっている。江尻慎太郎（日本ハム→横浜→ソフトバンク）や七十七銀行の小河義英など、プロ野球や社会人野球で活躍しているOBがいる。また、現聖和学園高等学校硬式野球部監督である佐藤漸も仙台二高硬式野球部出身である。夏の全国高等学校野球選手権大会には過去3回（1925年、1947年（準決勝進出）、1956年（準々決勝進出））出場している。
- 軟式野球部

2013年、2019年に県高総体優勝・南東北大会出場。
- 山岳部

毎年、学校行事の1学年の野外活動（岩手山登山）の引率補助を行っている。
2024年（令和6年）女子チームがインターハイに出場して10位という成績を収めた。
- 弓道部

2001年（平成13年）には国体優勝を果たした。全国大会にも頻繁に出場しており、2005年（平成17年）も個人・団体共にインターハイ出場を決めた。弓道場の入り口は、旧校舎にあった門を移築したものである。
- 陸上競技部

1922年（大正11年）創部。県でも強豪のレベルにあり、県大会でも過去4回総合優勝経験があり、東北大会でも総合優勝経験がある。近年では、400mH、競歩、跳躍種目における成績が良好である。
- バドミントン部

1988年（昭和63年）の高校総体では、宮城工業に次いで準優勝した。
- 卓球部

2011年（平成23年）個人で全国大会出場。2012年（平成24年）県の高総体でシングルとダブルス優勝、団体戦ベスト4入賞。
- ソフトテニス部
- サッカー部

正月にはOBが母校に駆けつけて、在校生による「初蹴り」が行われる。ここ数年は夏休み中に2年生部員がオランダへ強化遠征を行っている。
- フェンシング部

最高成績は1968年（昭和43年）のインターハイ準優勝。ミステリ作家藤岡真、東北電力執行役員高澤憲治、東京経済大学教授小林健一はこのときのメンバーである。
- ラグビー部

毎年元旦には恒例行事、ラグビー定期戦が行われる。両校のラグビー部、応援団OBも結集する一大イベントである。
- 水泳部

競泳と水球の2つに分かれている。2001年（平成13年）の宮城国体では6位入賞。競泳においても昭和40年代後半に県高校総体で4年連続で優勝した。現在でも公立高校では県下一を争う強豪である。
- ヨット部
- テニス部

創部1950年（昭和25年。高総体の全国大会出場も団体で6回、個人は16回を数える（新人戦は団体6回）。1993年から2005年まで団体かシングルスかダブルスいずれかで東北大会出場した。また、1983年、1993年、1994年はその全てで優勝した。
- バスケットボール部

1980年代後半には全国大会ベスト4となった。
- ハンドボール部

5月に仙台一高と裏定期戦がおこなわれている（公認の定期戦ではない）。
- バレーボール部
- 柔道部

1月と5月に2度、定期戦が行われている。二高における柔道部の歴史は古く、歴代部員の1人には三船久蔵がいる。道場には三船の書「文武一道」、嘉納治五郎によるものと伝えられる「擇道」が掲げられている。近年、部員が少ない。
- 剣道部

1年生は入学してから数週間、伝統的に学ランを着用する。文化祭での剣道部による女装ステージは内外ともに好評を博している。
- 合氣道部

校庭に設置されたプレハブで活動する。週一回、師範による指導を受けている。
- 空手道部

大道塾仙台西支部による指導が行われている。同支部所属の長田賢一も指導に訪れる。
- スキー部

競技はアルペンスキーのみ。部員減少による廃部の危機に直面するも、現在では男女共に県内のトップ選手を擁し、高校対抗では県2位となるなど、強豪校となっている。

### 学芸部
- 吹奏楽部

生徒主体で運営を行っている｡
毎年5月、定期演奏会を催すのが恒例となっている（演奏のほか、寸劇やショートコントなどが盛り込まれている）。
2002年の東日本大会に出場。2025年の全日本吹奏楽コンクール宮城県大会 大編成の部で金賞を獲得した｡これは36年ぶりの快挙である｡
秋の北陵祭では1日目のオープニングセレモニーや2日目の講堂企画での演奏を始め､アンサンブルと軽食を提供する音楽喫茶「HATTARI」(HATTARI内に雑貨屋「MATTARI」もある)を出店し､ここ数年連続で出店ランキングベスト3の座を勝ち抜き続けている｡
2年ごとに仙台三高と合同演奏会を開催している(「ニサン」の愛称で親しまれる)｡
2024年のアンサンブルコンテスト仙台青葉地区大会では打楽器五重奏が銀賞､クラリネット四重奏・金管八重奏・サクソフォン四重奏が金賞を獲得､宮城県大会では金管八重奏が銅賞､サクソフォン四重奏が銀賞を獲得した｡
他に入学式・卒業式での演奏なども行っている｡
「Niko Wind Ensemble」の略称として「NWE」が存在するが､日常生活で用いる部員は少なく､「二高吹部」の方がやや実用的｡
同窓会の名前は「二吹会」｡NWEへの援助を行い､10年ごとに定期演奏会で「OB stage」も開催して､部員と相互に音楽的刺激を与え合い続けている｡

- 合唱部

1956年（昭和31年）、NHK全国唱歌ラジオコンクール（現NHK全国学校音楽コンクール）において全国第3位に入賞。東北大会では、1956年 - 1960年の間5連覇。
- 写真部
- 将棋部
- 美術部
- 囲碁部

2014年の第38回文部科学大臣杯全国高校囲碁選手権大会で、団体全国優勝。
- 軽音楽部

ギター部から名称が変更された。
- 書道部

2013年の第37回総文祭に出品。
- 化学部

東北初の化学オリンピック日本代表候補を出した。毎年日本学生科学賞（読売新聞主催）や高校生科学技術チャレンジ（朝日新聞主催）で入選。2011年11月には米専門誌Journal of Materials Scienceに論文を投稿、受理された。UNEXS（理科棟連合）に参加している。
- 物理部

定期戦PR行進と大運動会における部対抗リレーの際、部員全員が義務としてコスプレする。中には衣装や小道具を自作する者もいる。近年は宮城県生徒理科研究発表会にて、連続して最優秀賞を受賞、うち何研究かは全国大会出場。UNEXS（理科棟連合）に参加している。
- 地学部

プラネタリウムを制作し、毎年北陵祭でのみ無料で一般公開している。UNEXS（理科棟連合）に参加している。
- 生物部

毎年北陵祭でこけだまを販売している。UNEXS（理科棟連合）に参加している。
理科棟で活動する化学部、物理部、地学部、生物部によりUNEXS（理科棟連合）が結成されており、部活説明会や北陵祭などで共同発表を行っている。
- 文芸部
- 社会部

### 特例
- 應援團幹部 - 詳細は後述。
- 放送委員会

先述の通り正式な部活動ではないが、所属者（委員）は部活動加入扱いとなる。県内の放送部・委員会所属者で製作するラジオ番組『とび出せ高校生諸君!』に定期出演しているほか、NHK杯全国高校放送コンテストにも参加している。

### 愛好会
生徒は複数の愛好会に所属することができる。愛好会は、活動実績など一定の条件を満たせば部に昇格できる。2008年後期の生徒総会にて、書道愛好会が部活動に昇格することが決定した。また、2015年の生徒総会でバスケットボール部の女子部員受け入れが決定され、女子バスケットボール愛好会は実質的な部への昇格を果たした。
現在活動しているのは以下の愛好会である。
- ソフトボール愛好会
- クイズ研究会
- ダンス愛好会
- 工科IT愛好会
- お笑い愛好会
- ボランティア活動会

## 仙台二高応援団
応援団。正式名称は宮城県仙台第二高等学校応援団であるが、表記には旧字の「應援團」が好んで用いられる。二高では在校生徒全員が「應援團員」とされ、狭義の應援團員（通年で応援活動をして応援の指揮を執る者）は「應援團幹部」と呼ばれている。一般の應援團員が応援する時の服装は自由であるが、應援團幹部は1981年（昭和56年）より白い学生服（白ラン）を着用し、團長は 2005年度で第88代を数えていた。しかし、2005年（平成17年）には應援團幹部が3年生のみとなり、その引退により活動が停止した。そのため2006年・ 2007年には、應援團幹部無しの定期戦が行われ、生徒会が中心となって応援が行われる事態となったが、2008年（平成20年）に新たな應援團幹部が誕生、3年ぶりに白ラン應援團が復活した。2009年（平成21年）に同校初の女子應援團幹部が誕生した（2010年には初の女性應援團長となった）。
入団式
応援団の主催で、対面式（生徒会行事）と連続して実施される。
校歌・応援歌
- 校歌「あなたふと あなうるはし」
- 雨か嵐か
- 対一高戦歌
- 二中は何処
- 北斗の光
- 燃ゆる血潮
- たくましき翼
- みなぎる闘魂
- 栄冠永久に
- 勝利の歌
- 北陵の四季
- 凱歌

「雨か嵐か」
最も頻繁に歌われる応援歌である。卒業後も同窓会や同級生の集まりで必ず歌われる。
「勝利の歌」
部活動定期戦や重要な部活動の試合で勝利した際に歌う。歌う時には全員で肩を組み、大きな円形を作る。通常はその円の中心で応援団幹部が旗を振る（ストームと呼ばれる）。旧制二高の凱歌をそのまま流用した曲。仙台一高や仙台三高にも同じ曲が存在するが、歌い方や音程が微妙に異なる。

## 生徒会活動
1948年（昭和23年）から、毎年度末に発刊される文集として、生徒会誌「造型」を発刊している。クラスから選出された造型委員が発行主体となる。
2009年（平成21年）前期には初の女性生徒会長が誕生し、同年後期も同じく女性が務めている。

## 行事

### 定期戦
仙台一高（1892年創立）と仙台二高（1900年創立）は設立年が近いこともあり、明治以来のライバルという位置づけで語られることが多い。なお、仙台三高の創立時より「仙台三高も定期戦に混ぜてほしい」といった要望が仙台三高側からあるものの、創立年数があまりにも離れていることや（仙台一高1892年、仙台二高1900年に対し、仙台三高1963年）、この二校の伝統を守ることなどの理由により、実現しているのはソフトテニス定期戦のみである。
硬式野球部定期戦
毎年5月に開催される。「杜の都の早慶戦」と呼ばれ、両校にとって甲子園出場を賭けた県大会を凌ぐ最大のイベントとなっている。「1900年に最初の定期戦が行われた」というのが定説になっており、本場の早慶戦よりも古い（最初の早慶戦は1903年に開催された）。また、1916年（大正5年）には、白熱した展開が両校の応援に火をつけ、紛争へと発展したため試合は中止、定期戦も廃止されてしまった（1946年に復活）。現在の定期戦はこの1946年（昭和21年）5月をもって第一回定期戦としている。2017年（平成29年）には、大雨により復活後初の中止という事態に追い込まれたが、その後代替試合が行われ、一高の勝利に終わった。2021年（令和三年)までの優勝回数は、仙台一高33回・仙台二高32回（両校優勝が9回）。通算戦績は73勝67敗2分。両校の新入生を中心とした応援團によるお互いを罵倒するヤジ合戦は見所の一つ。
軟式野球部定期戦
1959年（昭和34年）5月24日に始まる。当初は硬式野球部と同様に、2勝したほうが勝ちという3回戦制であったが、1990年（平成2年）より1回戦制になった。2005年（平成17年）までの通算戦績は、25勝19敗（1961年、1963年、1964年は勝敗が不明）となった。
バスケットボール定期戦
三部定期戦の一つ。
バレーボール定期戦
三部定期戦の一つ。
柔道定期戦
三部定期戦の一つ。2005年（平成17年）までの通算成績は46勝55敗4分。2005年までに105回を数える。
陸上部定期戦
毎年8月上旬に開催。 二高陸上部は定期戦の前日まで合宿をしているがそのまま定期戦に臨む。
バドミントン部定期戦
1963年から、山形県立山形東高等学校と定期戦を行っている。
ソフトテニス部定期戦
1970年より、「仙台二・一・三高定期戦」が始まった。
ラグビー部定期戦
毎年元旦に開催される定期戦。観客動員数は硬式野球部定期戦に次ぐ。ただし全国から集結するラグビー部OBが多い。現役戦の前座として、OB戦が実施される。

### 大運動会
毎年4月下旬に行われる。奇妙な名前のついた競技や「ミスター二高」選手権などが行われ、最後には二高生全員が参加するマスゲーム「揺るぎなき希望（ゆめ）は」を行う。マスゲームは4月中の体育の授業で、2・3年生が1年生に教えるのが伝統となっている。2011年度は東日本大震災の影響により、十分な練習期間が確保できず、特例として10月7日に行われた。

### 二高体操
二高独特の準備体操。1965年（昭和40年）当時の体育教官であった渡辺剛吉らによって制定された。新入生は入学時に解説書が配布され、運動会に向けてマスゲームと共に体育の授業時間に先輩から指導される。大運動会のときには、かつては器械体操部の代表者が模範にたった。運動負荷・難易度のやや高い徒手体操である。

### 理科棟リーグ
UNEXS（理科棟連合）に参加している生物部・物理部・化学部・地学部で構成される部対抗野球リーグ。近年は各部の部員数減少などにより行われていなかったが、2009年（平成21年）に各部の生徒により自主的に再開された。以降，毎年春もしくは秋に開催している。

### 北陵祭
毎年9月初旬に開かれる文化祭のこと。北陵祭の「北陵」とは、先述の通りかつて仙台二高があった場所に由来し、1964年（昭和39年）に「文化祭」から改称された。
主な企画として、オープニングセレモニー、校舎の各教室で開かれる運動・文化部やクラス単位の企画展示、講堂等で開かれるステージ企画、祭をしめくくるエンディングセレモニーなどが見られる。毎年恒例となっている名物イベントとしては、女装で競い合う「ミス二高」、体力・知力・ユーモアセンスなど豊かな人間性で競い合う「猛者二高」、歌唱力を競う｢嗚呼二高｣などがあり、これを目当てに訪れる人も少なくない。企画・運営は、生徒会執行部とは別組織である北陵祭実行委員会によって行われる。北陵祭実行委員会は通称「北実」と呼ばれ、各種企画の立案と運営、正門の巨大モニュメントや団扇、ストラップ等の記念品作製、その他祭に関わる一切を担う。

### 岩手山方面野外活動
2008年（平成20年）6月14日に発生した岩手・宮城内陸地震によって、2008年度栗駒登山の中止が決定された。これによって、栗駒登山で使われてきた20数時間の総合的な学習の時間の単位履修不足が発生してしまった。これを解消するため、急遽新たな行事として岩手山方面の野外活動が行われることとなった。この野外活動は、岩手山方面への登山、野外炊飯をメインとした行事である。生徒は、運動会後に体育の授業で複数回行われる持久走の成績と本人の希望により、岩手山・姫神山・八幡平の各コースに振り分けられる。このように全員が岩手山に登る訳ではないが、生徒の間では「岩手山登山」との通称で呼ばれている。毎年夏休み直前の7月中旬（海の日周辺）に実施されるが、部活動の大会出場などで参加できない生徒も少なくない（硬式野球部員・吹奏楽部員など）。

## 過去の行事

### 修学旅行
創立の年に日光・足尾方面を旅行したのにはじまり、1908年（皇太子（のちの大正天皇）行啓）と1919年（蔵王遭難事故の翌年）を除いて継続されたが、1923年（大正12年）は関東大震災により中止された。戦後、1946年（昭和21年）に生徒が自主的に企画し日光へ旅行している。3年後の1949年（昭和24年）に学校行事としての修学旅行が復活し、1954年（昭和29年）からは2年生の行事となった（それまでは3年生の行事であった）。行き先は年によって違ったが、関西・北海道が主であり、日数も最大7泊8日から2泊3日まで様々であった（廃止前の数年は2泊3日が慣例だった）。しかし、1989年（平成元年）に発表された新学習指導要領により、新課程カリキュラムの時間確保のため学校行事の見直しが行われ、1989年度入学の生徒から修学旅行は廃止することが職員会議によって決定された。

### 栗駒登山
1年生の行事として、1969年（昭和44年）から2007年まで続いていた2泊3日の栗駒山登山である。毎年7月20日ごろに実施されていた。はじめは、蔵王山も候補であったが、スキー教室で出向いていることもあり栗駒山に選定された。だが、2008年（平成20年）6月14日に発生した平成20年岩手・宮城内陸地震により、周辺地域の被害が甚大であり、宿泊施設の閉鎖や安全確保に不安が生じたため、2008年度の栗駒登山は中止された。
先述の通り、2008年（平成20年）からは急遽、岩手山に場所を変更して野外活動が行われている（前項参照のこと）。なお、岩手方面野外活動のコース分け（持久走）に用いられる校庭の内周コースは、この栗駒登山にちなんで「栗駒コース」と呼ばれている。

## キャンパス構成
学校敷地は、広瀬通りと接続する仙台市道1344号・仲の瀬橋線で大きく二分されている。南校地には、1999年（平成11年）に移転した仙台商業高等学校の跡地の一部が加わった。

### 北校地
- グラウンド
  - トラック1面、サッカー・ラグビー共用1面、野球場1面、ハンドボール場1面、弓道場
  - 3階建て自転車置き場
- 校舎 - 1983年（昭和58年）に建替が開始され、1985年（昭和60年）に完成。
  - 管理棟（南校舎2階建て）
  - 教室棟（北校舎3階建て、天体望遠鏡ドーム）
  - 理科教室棟（通称理科棟）
  - 家庭科実習棟
  - 講堂棟（2階：講堂、1階：柔剣道場、およびフェンシング場）
  - 食堂（生徒集会所兼）
  - 図書館（2階：閲覧コーナー・自習ブース・書棚、1階：書棚ならびに古文書から現代の書籍までの書庫。旧校舎の講堂を転用したものである。蔵書は約3万冊。）
  - 文化系サークル棟

### 南校地
戦後の占領下において、進駐軍の施設（下士官クラブ、競泳プール、子供用プール）があった地区。
- 体育館

シャワー室、トレーニングルーム完備。
- テニスコート4面

地元の小中学生の大会で使われることもある。
- 50mプール

県内の公立高校では50mプールは珍しい。もともと進駐軍用のプールであったのと、水球の試合用途のために深い（最深部1.8m）。また、東北大学の学生もよくここで練習をする。東日本大震災が起きた2011年には、総体宮城県大会がここで開催された。
- 体育系サークル棟
- 北陵館（百周年記念館及び宿泊施設）
- 應援團幹部部室

## 体育着
仙台二高ではジャージ（仙台ではジャスと呼ぶ）を体育の時着用する。1970年代半ばころまでは、白地の上下で胸に校章がプリントされたものを用いていたが、その後青地になった。デザインは数十年変わっていない。生徒の間では、その色と、1年生のマスゲーム練習期間にゼッケンの縫い付けが義務化されることから、「ドラジャー」（ドラえもんジャージの略称）と呼ばれている。また、かつて夏の体操着として胸に大きな校章が入ったランニングシャツを採用していたが、1990年代初頭にワンポイントの校章が入ったTシャツに変更された。

## プール
県内の高校では唯一競技用の50mプールがあり、体育の授業の一環で毎年全校生徒が水泳の授業を実施している。共学化以降は男女混合となったが、更衣室は女子が使うため男子はプール脇のテントで着替える。
かつては、道路を挟んで体育館・図書館・プール・テニスコートがあった時期がある。プールは旧米進駐軍川内キャンプに関連した施設で、西短辺側が水深150cm・対面50m側が200cm超の台形断面のものであった。当時、仙台商業高校（のちの仙台市立仙台商業高校）の校舎が隣接していた。

## 景勝

### 二中八景
仙台二中時代の景勝。1930年（昭和5年）に制定、その名を刻んだ石を建て、その風景を詠んだ「詩画和歌」を残した。その一部は二高八景に受け継がれている。

### 二高八景
仙台二高敷地内に遍在する景勝。その他にも、敷地内には桜が150本以上植えられ、校舎は林立するヒマラヤスギに囲まれている。清香苑、萩花原、春風渓、蔵王池、西楓隄（隄はこざと偏に是）、白雲崖をそのまま継承、復元し、新たに雲濤庭（正門正面、河合絹吉の像周辺）、和楽苑（校舎に囲まれた中庭）を加えたものである。

### 文武一道石碑
仙台二高創立百十周年を記念し、同窓会により中庭に建立。碑銘の「文武一道」は卒業生の三船久蔵の言葉。

## アクセス
- 仙台市地下鉄東西線：国際センター駅下車、徒歩5分。

国際センター駅の開業前はバスや鉄道・地下鉄から自転車に乗り換えて通学をする者が多くみられた。なお、バイク通学は禁止されている。 
その他、バスを利用する場合は以下のルートが用いられる。
- 仙台市営バス：仙台駅前・16番ポール（東日本旅客鉄道（JR東日本）仙台駅西口バスプール）より、[730]広瀬通経由『交通公園・川内（営）』（[739]循環便有）行き乗車、「二高・宮城県美術館前」下車。
※東仙台・北六方面からは[115]『広瀬通一番町』行きも利用できる。（朝夕3.5往復）
※桜ヶ丘・山手町方面からは[717]『川内営業所』行きも利用できる。（朝2便、桜ヶ丘→川内営業所のみ運行）